# The Lost World: Jurassic Park (soundtrack)
The Lost World: Jurassic Park (Original Motion Picture Score) is de originele soundtrack, gecomponeerd en gedirigeerd door John Williams voor de film The Lost World: Jurassic Park uit 1997 van Steven Spielberg. Het album werd uitgebracht op 30 april 1997 door MCA Records.
De muziek werd opgenomen in de Sony Scoring Stage in Culver City en opgenomen en gemixt door Shawn Murphy.

## Tracklijst
| 1.                 | The Lost World                 | 3:33 |
| 2.                 | The Island Prologue            | 5:03 |
| 3.                 | Malcolm's Journey              | 5:44 |
| 4.                 | The Hunt                       | 3:30 |
| 5.                 | The Trek                       | 5:23 |
| 6.                 | Finding Camp Jurassic          | 3:03 |
| 7.                 | Rescuing Sarah                 | 4:01 |
| 8.                 | Hammond's Plan                 | 4:30 |
| 9.                 | The Raptors Appear             | 3:43 |
| 10.                | The Compys Dine                | 5:07 |
| 11.                | The Stegosaurus                | 5:20 |
| 12.                | Ludlow's Demise                | 4:27 |
| 13.                | Visitor in San Diego           | 7:37 |
| 14.                | Finale and Jurassic Park Theme | 7:54 |
| Totale duur: 68:52 |                                |      |

### Heruitgave van La-La Land Records (John Williams Jurassic Park Collection)
De partituur werd samen met die van Jurassic Park, geremasterd en opnieuw uitgebracht door La-La Land Records op 29 november 2016. Deze heruitgave van 4 cd's bevatte uitgebreide nummers van de originele filmmuziek van John Williams voor de film, samen met de vier bonustracks van de 20th Anniversary Edition van Jurassic Park.
| 1.                 | The Lost World                         | 3:36 |
| 2.                 | The Island’s Voice                     | 3:38 |
| 3.                 | Revealing the Plans                    | 2:18 |
| 4.                 | To the Island                          | 3:40 |
| 5.                 | The Stegosaurus (Extended Version)     | 5:28 |
| 6.                 | Fire at Camp and Corporate Helicopters | 3:23 |
| 7.                 | The Hunt                               | 3:34 |
| 8.                 | Big Feet                               | 1:44 |
| 9.                 | Spilling Petrol and Horning In         | 5:07 |
| 10.                | Up in a Basket                         | 3:27 |
| 11.                | In the Trailer                         | 2:21 |
| 12.                | On the Glass                           | 4:05 |
| 13.                | Rescuing Sarah (Extended Version)      | 5:10 |
| 14.                | Reading the Map                        | 3:11 |
| 15.                | The Trek                               | 5:25 |
| 16.                | The Compys!                            | 4:30 |
| Totale duur: 60:38 |                                        |      |

| 1.                 | Ripples                                          | 5:55 |
| 2.                 | The Long Grass                                   | 2:28 |
| 3.                 | Finding Camp Jurassic                            | 3:05 |
| 4.                 | The Raptors Appear                               | 3:44 |
| 5.                 | High Bar and Ceiling Tiles                       | 4:12 |
| 6.                 | Heading North                                    | 2:14 |
| 7.                 | Ludlow's Speech                                  | 3:15 |
| 8.                 | The Wrecked Ship                                 | 2:22 |
| 9.                 | Monster on the Loose                             | 2:38 |
| 10.                | Visitor in Sand Diego (Extended Version)         | 7:41 |
| 11.                | Ludlow’s End                                     | 2:52 |
| 12.                | Tranquilizer Dart                                | 3:01 |
| 13.                | Jurassic Park Theme (End Credits)                | 5:30 |
| 14.                | The Lost World (Alternate)                       | 3:37 |
| 15.                | Tranquilizer Dart and End Credits (Film Version) | 4:55 |
| Totale duur: 57:30 |                                                  |      |